# Bourguignons (parti)
Bourguignons var ett politiskt parti i Frankrike under de inre oroligheterna 1408–1434.
Det uppträdde mot Orléans-Armagnac-partiet  och fick namn efter sina ledare, hertigarna av Burgund Johan den orädde och Filip III av Burgund. De hade sitt stöd i norra Frankrike, särskilt i städerna, under det att Armagnacpartiet stödde sig på landets södra del och aristokratin.